# Ebony Patterson
Ebony Patterson   (Kingston, 1981) Ebony Grace Patterson és una artista visual i educadora nascuda a Jamaica. És coneguda pels seus grans i acolorits tapissos creats amb diversos materials com ara purpurina, lluentons, teixits, joguines, comptes, flors artificials, joies i altres adorns. Destaca per la seva sèrie “Gangstas for Life” de retrats de dancehall i les seves instal·lacions inspirades en el jardí.
Ha ensenyat a la Universitat de Virgínia, Edna Manley College School of Visual and Performing Arts, i des de 2007 ha estat professora associada en pintura i tècniques mixtes a la Universitat de Kentucky. El seu treball s'ha mostrat en nombroses exposicions individuals i col·lectives a Jamaica, els Estats Units i a l'estranger.
El 2024, Patterson treballa com a comissària a la 6a edició de la triennal d'arts Prospect New Orleans, i és la primera artista a fer-ho.

## Biografia
Patterson va néixer l'any 1981 a Kingston, Jamaica. Va estudiar pintura a l'Edna Manley College of Visual and Performing Arts a Kingston, Jamaica i es va graduar el 2004. Patterson es va llicenciar l'any 2006 en gravat i dibuix per la Sam Fox School of Design amp; Visual Arts de la Universitat de Washington a St. Louis.

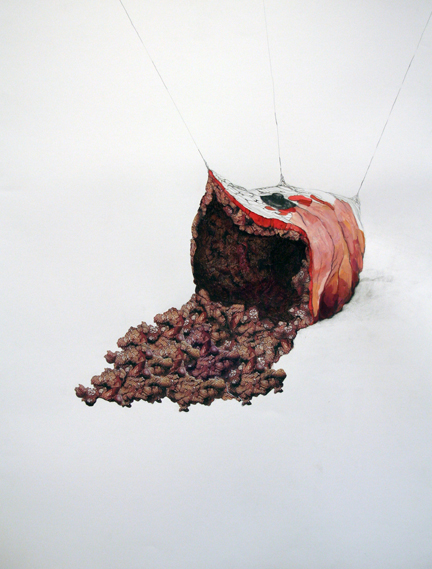
Sense títol I (2007), de la Sèrie Hybrid, dibuix de tècnica mixta sobre paper.

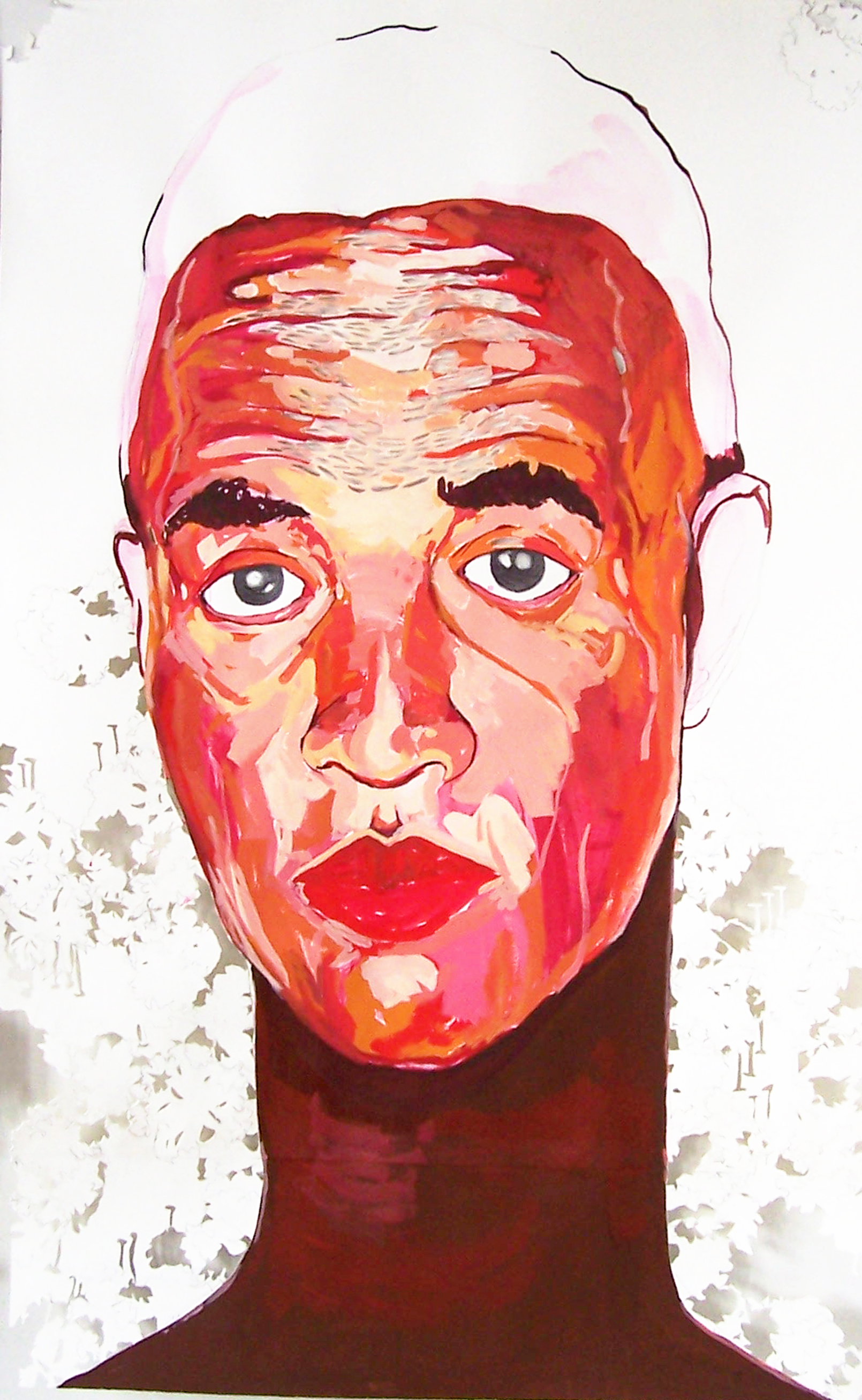
Untitled II (2007), de la sèrie Gangstas for Life, tècnica mixta sobre paper tallat a mà.

Els primers treballs de Patterson solen girar al voltant de qüestions d'identitat i cos, i prenen la forma de pintures, dibuixos i collages de tècniques mixtes, la majoria en paper. Darrerament, la fotografia, els objectes trobats, la instal·lació i la performance han aconseguit cada cop més importància en la seva pràctica. Els primers treballs es referien principalment al cos femení com a objecte. Les seves investigacions sobre Venus van objectivar el tors femení, sense cap i anònim, i van explorar la relació entre la “Venus” o imatges de la deessa femenina de cos sencer de temps prehistòrics i les imatges femenines contemporànies i els ideals de bellesa. Els treballs posteriors se centren provocativament en la vagina com a objecte i, per implicació, examinen els tabús que envolten aquesta part del cos i les seves funcions dins la cultura jamaicana. Això també ha donat lloc a construccions tridimensionals fetes d'articles femenins íntims, com ara tovallons i tampons higiènics, i formes orgàniques híbrides més abstractes i surrealistes que van aparèixer als seus grans collages de paper del 2007. Aquest primer conjunt d'obres té una bellesa visual sòbria i de vegades fins i tot majestuosa que, segons ella, fa referència a "la bellesa mitjançant l'ús del qual és grotesc però visceral, confrontat i deconstruït". L'obra d'art de Patterson sovint aborda qüestions socials i polítiques relacionades amb el feminisme, la violència, la identitat de gènere i la sexualitat. La seva obra s'ha exposat a galeries d'art d'arreu del món i ha estat aclamada per la crítica pels seus potents missatges.
L'exposició individual de Patterson del 2016 al Museu d'Arts i Disseny, Dead Treez, va incorporar diversos teixits Jacquard de teixit comercial en els quals Patterson va utilitzar imatges replantejades de fotografies que s'havien fet a víctimes d'assassinat a Jamaica i que després van circular a les xarxes socials. L'exposició també va incloure una col·lecció de maniquins amb vestits vibrants de ball de Jamaica (titulada Swag Swag Krew ), i una sèrie de vitrines amb flora artificial i joies pertanyents a la col·lecció del Museu d'Arts i Disseny i en les quals es reclinaven cossos estampats (titulat ...enterrat de nou per continuar creixent... ), tornant a fer referència a les víctimes de crims violents.
La seva exposició individual Ebony G. Patterson... mentre la rosada encara està a les roses... organitzada i presentada al Pérez Art Museum Miami el 2018, va reunir una sèrie d'obres d'art que inclouen dibuixos, tapissos i escultures fetes amb purpurina, aplics, agulles, adorns, teixits, borles, fermalls i perles. En aquesta ocasió, es va editar una monografia per celebrar la producció de l'artista.
El 2018, Patterson va ser convidada a participar en la primera edició d'Open Spaces, una sèrie d'instal·lacions, performances i xerrades a Kansas City, Missouri. La seva instal·lació ... convocat centrat en una de les dues piscines públiques de Swope Park. Va fer una campanya de Kickstarter per “recuperar i revitalitzar” el lloc dedicat al Dr. Harry M. Gilkey, que va utilitzar la piscina el 1956 per ensenyar hidroteràpia a joves amb discapacitats físiques. Patterson descriu el lloc a la campanya Kickstarter, assenyalant:
| «                 | Vull millorar l'horabiliat d'aquesta història enderrocant la tanca, netejant l'espai i creant aquí una obra. També vull preguntar què vol dir commemorar no només un lloc que ja estava commemorat, sinó també embellir un lloc que ja està embellit. Què vol dir donar presència i sentit a un espai essencialment inèdit? Com reclamem el que és per al col·lectiu? Són preguntes que vull plantejar no només a l'exposició, sinó també a la comunitat que abans la va fer servir i ara la tornarà a utilitzar, i aprendre del que han de dir. | » |
| — Ebony Patterson | |   |

Patterson va explicar més després d'acabar el treball, i va assenyalar: "Estic molt interessada en com la gent normal reclama l'espai i això és el que fan els monuments commemoratius al carrer. Així, quan succeeix una tragèdia, marquen l'espai afegint coses que associaríem amb un memorial. de la mateixa manera que estem veient aquí, hi ha flors, hi ha joguines, hi ha espelmes". El treball va ser rebut positivament per aquells que visiten sovint l'Swope Park.
Patterson ha realitzat la primera residència artística immersiva al Jardí Botànic de Nova York, donant lloc a l'exposició de 2023 "...les coses vénen a prosperar... en la muda... en la muda...".

### SèrieGangstas for Life(2008 - en curs)
Un dels treballs més reconeguts de Patterson és una sèrie titulada "Gangstas for Life", que explora les concepcions de la masculinitat dins de la cultura Dancehall. En aquesta sèrie, l'artista explora específicament el blanqueig de la pell com un mitjà de marcatge i transformació, no com un acte d'autoodi racial. A més, la sèrie "pretén examinar la dicotomia entre les ideologies estereotipades de Jamaica de les pràctiques homosexuals i els seus paral·lelismes dins de la cultura dancehall". Els motius florals i peixos vermells al llarg de la sèrie serveixen per representar l'homosexualitat dins d'una cultura predominantment homòfoba. Les imatges de Patterson recreen amb imaginació retrats de joves homes negres que es blanquegen la pell, es treuen les celles i porten joies "bling" per millorar el seu estatus de gangsta. Patterson troba la bellesa en la seva violència psíquica, glamurant-los amb halos brillants i pintallavis deliciós. L'artista explora les percepcions de la bellesa com a grotesques dins de la sèrie i el seu retrat de la pell esquerdada, sagnant i supurant dels subjectes.

## Col·leccions públiques d'art
El treball de Patterson es manté en diverses institucions d'art públiques, aquesta n'és una llista seleccionada que inclou:
- Pérez Art Museum, Miami, Florida[24]
- Arkansas Arts Center, Little Rock, Arkansas[25]
- Museu d'Art de Birmingham, Birmingham, Alabama[26]
- Eastern Illinois University, Tarble Arts Center, Charleston, Illinois[27]
- Edna Manley College of the Visual Arts, Kingston, Jamaica
- Nasher Museum, Duke University, Durham, Carolina del Nord[28]
- Galeria Nacional de Jamaica, Kingston, Jamaica
- Centre d'Art Contemporani Wifredo Lam, L'Havana, Cuba
- Museu d'Art Contemporani Nerman, Overland Park, Kansas[29]
- Acadèmia de Belles Arts de Pennsylvania, Filadèlfia, Pennsilvània
- Escola d'Art Contemporani de Pont-Aven, Pont-Aven, França
- Museu d'Art de Seattle, Seattle, Washington
- Speed Art Museum, Louisville, Kentucky
- Studio Museum a Harlem, Nova York, Nova York